# Картофельная пушка

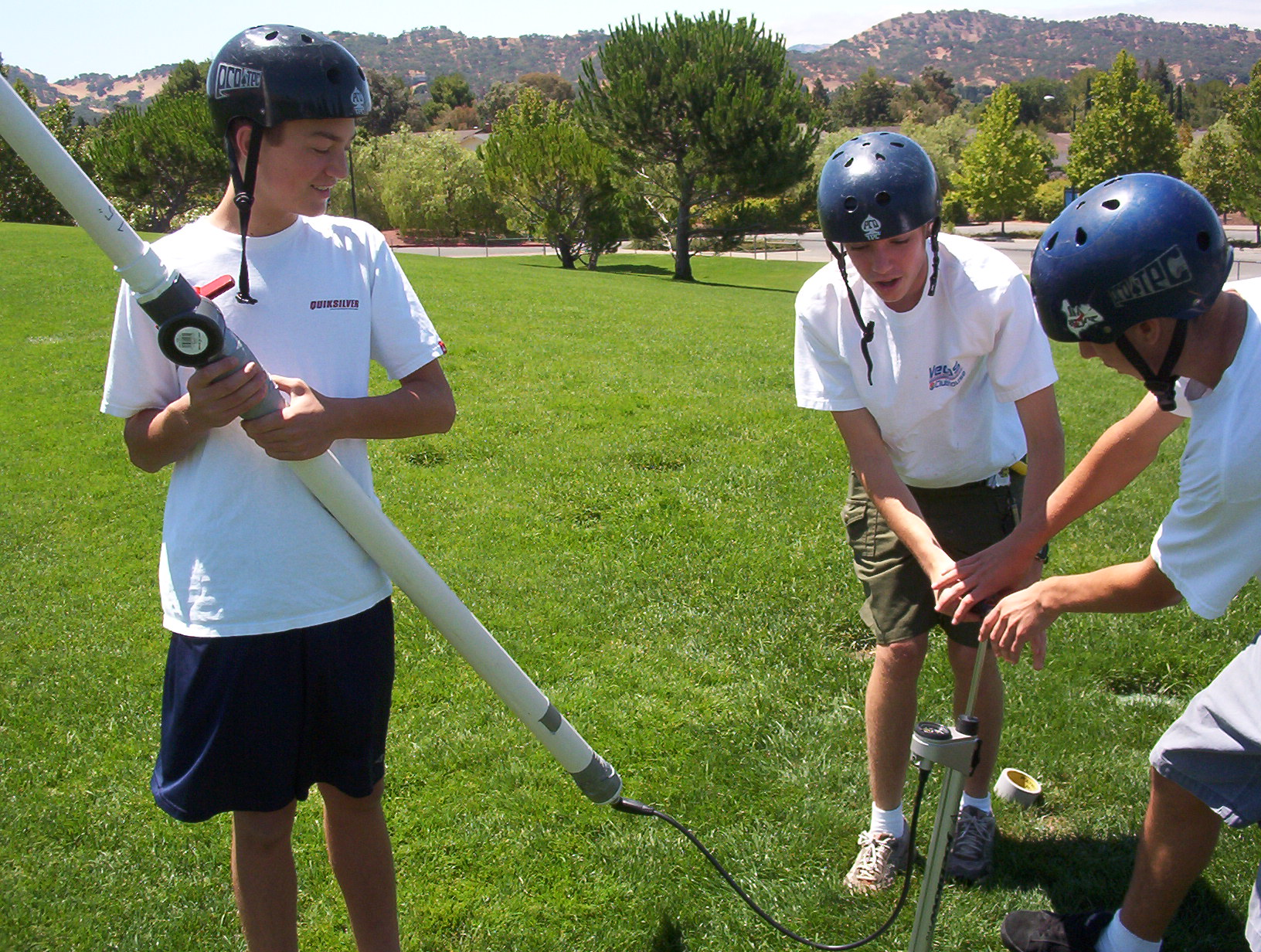
Пневматическая картофельная пушка

Картофельная пушка (англ. «potato cannon», «spud cannon», «spudzooka») — дульнозарядное орудие, приводимое в действие сжатым воздухом или за счёт энергии, образующейся при воспламенении смеси горючего газа и воздуха (кислорода), для придания снарядам высокой скорости. Предназначена в основном для развлекательной стрельбы кусками картофеля или другими предметами. При использовании необходимо соблюдать меры предосторожности, поскольку попадание снаряда в человека может привести к травмам, опасным для жизни.

## Принцип действия
Работа картофельных пушек основана на тех же принципах, что и в огнестрельном оружии, но с меньшим рабочим давлением. По способу приведения снаряда в движение все изделия можно разделить на четыре типа:
- С воспламенением топливо-воздушной смеси (пироэлектрические). Мощность ограничена энергией сгорания смеси (такие конструкции встречаются наиболее часто).
- За счет энергии сжатого газа (обычно воздуха) с выпуском через клапан. Такие установки, как правило, называют пневматическими катапультами, и их мощность ограничивается давлением воздуха, получаемого за счёт компрессора, ручного насоса или сжатого газа в баллоне.
- За счет взрыва "бомбы" из сухого льда. Их мощность ограничена использованными материалами и количеством сухого льда.
- Гибридного или комбинированного типа — с использованием энергии сжатой топливо-воздушной смеси. В этом случае мощность ограничена только механической прочностью используемых материалов.

### Пироэлектрические системы
Картофельные пушки с воспламенением топливо-воздушной смеси являются наименее сложными конструкциями. Они состоят из четырёх компонентов:
- топливная система;
- камера сгорания;
- система воспламенения;
- ствол.

Для производства выстрела оператор проталкивает шомполом снаряд (например, картофель) в ствол, впрыскивает топливо в камеру сгорания (обычно аэрозоли (чаще всего используется очиститель монтажной пены) или пропан) и активирует систему воспламенения, в качестве которой чаще всего используется пьезоэлемент газовой зажигалки или пьезозажигалка для газовой плиты.  В результате воспламенения топливовоздушной смеси образуются горячие газообразные продукты сгорания, которые, расширяясь, выталкивают снаряд из ствола. Дальность выстрела сильно различается и зависит от многих факторов (тип топлива, соотношение воздух/топливо, объем камеры сгорания и др.) и, как правило, не превышает дистанцию от 100 до 200 метров, хотя известны факты стрельбы на расстояние до 500 метров.
Усовершенствованные системы могут содержать устройства дозировки пропана для более точного соотношения газов в топливо-воздушной смеси, вентиляторы в камере сгорания для эффективного смешивания топлива с воздухом и ускорения удаления отработавших газов из камеры сгорания после стрельбы, несколько искровых разрядников для сокращения времени горения и высоковольтные источники зажигания (электрошокеры, вспышки фотоаппаратов).
Корпус (камера сгорания, свол) таких пушек как правило собирается из деталей пластиковых  канализационных труб разного диаметра (переходник 110/50, ревизия диаметра 110мм, заглушка 110мм, труба диаметра 50мм длиной 2 метра).  Для прочности вся конструкция усиливается саморезами, герметиком и пр.
Пироэлектрические системы, как правило, обладают меньшей мощностью, чем их пневматические и гибридные аналоги.

### Пневматические системы

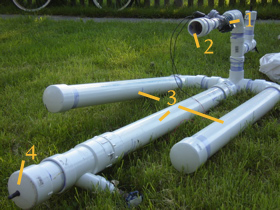
Устройство большой пневматической пушки: снаряд помещается в ствол (на рисунке не показан), который затем крепится к пушке (поз. 2). Воздушный резервуар (3) заполняется сжатым воздухом с давлением до 0.83 MPa через Клапан Шредера (4). при открытии электромагнитного клапана (1), сжатый воздух выталкивает снаряд из ствола

Пневматические пушки немного сложнее из-за необходимости изготовления полностью герметичной системы. Сама пушка состоит из следующих компонентов:
- заправочный клапан;
- воздушный резервуар;
- клапан сброса давления;
- ствол.

В пневматической пушке воздух подается в воздушный резервуар. После того, как в камере будет достигнуто необходимое давление, открывается клапан сброса давления и сжатый воздух выталкивает снаряд из ствола.
Впускной клапан используется доступного типа, такой как клапан Шредера или Преста (использующиеся обычно в автомобильных или велосипедных шинах), или другого типа, позволяющий быстро соединять и разъединять воздушный резервуар с источником сжатого воздуха.
Клапан сброса давления часто является одним из различных коммерчески доступных типов, таких как шаровой кран, клапан опрыскивателя оросительной системы.
Пневматические картофельные пушки обычно более мощные, чем пироэлектрические. Типичная пироэлектрическая система создает среднее давление в камере сгорания около 210 кПа, в пике 500—700 кПа, в то время как пневматическая пушка может работать при давлениях в районе 700 кПа. В последнее время стали все чаще использовать ещё более высокое давление, иногда до 3,4 МПа и выше.
Диапазон стрельбы пневматической пушки более изменчив, чем пироэлектрической, в связи с увеличением возможностей изменения компонентов. Средняя дальность выше из-за большей мощности. Максимальная дальность стрельбы некоторых образцов достигает более 1000 метров.

### Системы на сухом льде

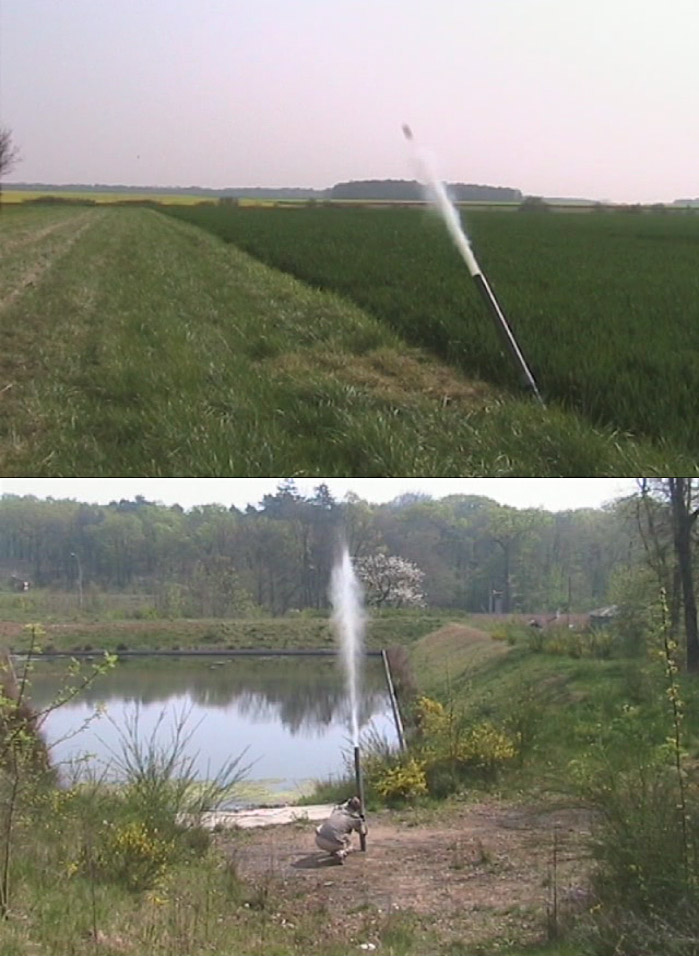
Выстрел из ПВХ пушки, работающей на сухом льде.

Пушка на сухом льде использует возгонку твердой фракции диоксида углерода для получения давления газа, приводящего в движение снаряд.
Самый простейший способ стрельбы заключается в загрузке сухого льда в ствол, наглухо закрытый с казённой части, и помещение с дульной части ствола герметично закрывающего выход снаряда. Когда давление углекислого газа, сублимировавшего из сухого льда, достигнет определённого уровня, снаряд будет выдут из ствола. Давление в таких устройствах не очень высоко, поскольку для выстрела сжатому газу достаточно преодолеть силу трения покоя снаряда в стволе.
В современных системах используется взрывной метод запуска: в пластиковую бутылку с водой добавляют небольшое количество сухого льда, быстро закрывают и опускают в ствол, закрытый с одного конца. Затем вставляется снаряд. Вода ускоряет сублимацию сухого льда, и давление газа в конечном итоге разрывает бутылку и запускает снаряд. Давление разрыва стандартной пластиковой бутылки 1,4 - 2,1 МПа на открытом воздухе, но после заключения в трубу может быть выше.
В связи с особенностями работы конструкции необходимо соблюдать дополнительные меры безопасности:
- Бомба из сухого льда, использующаяся для выстрела, может достичь давления разрыва как в течение нескольких секунд, так и нескольких часов в зависимости от объёма бутылки, количества воды и сухого льда. Если сухого льда окажется слишком мало для достижения давления разрыва, это может привести к заблуждению, что пушка не смогла выстрелить и поэтому безопасна, но при попытке разрядить её дополнительная нагрузка на бутылку может привести к её взрыву.
- Конструкция пушки может оказаться не рассчитаной на давление, создаваемое бомбой из сухого льда, и разрушиться в момент выстрела.
- Отдача может оказаться сильной из-за высокого давления в сочетании с большим внутренним диаметром трубы, необходимым для помещения бутылки (5-9 см), поэтому такие пушки не подходят для стрельбы с рук[9].

Другим способ использования сухого льда в картофельных пушках является использование возгонки для создания давления до выпускного клапана, размещённого между стволом и резервуаром с сухим льдом. Давление за клапаном может достигать свыше 5,5 МПа. Выстрел производится открытием клапана. Хотя этот метод является более управляемым и безопасным, чем использование взрывающейся пластиковой бутылки или разрывной мембраны (при условии использования соответствующих давлению трубопроводов и иных материалов), он ограничен тем, что выпускные клапаны, такие как шаровые краны, имеют небольшой проходной диаметр. Кроме того, время их открытия намного больше чем время взрыва бутылки, следовательно на снаряд будет воздействовать поток газа меньшей интенсивности. Однако это компенсируется тем, что такая конструкция может работать при давлении более чем вдвое превышающем давление взрыва типичной бутылки с сухим льдом.

### Гибридные системы
Основными компонентами гибридных систем являются:
- топливная система (пропан);
- заправочный воздушный клапан;
- один или несколько датчиков давления (манометры);
- камера сгорания высокого давления;
- разрывной клапан (разрушаемая мембрана);
- ствол;
- система воспламенения топливо-воздушной смеси.

Гибридная система объединяет в себе принципы работы пироэлектрических и пневматических систем. Она использует энергию воспламенения предварительно сжатой топливо-воздушной смеси, что позволяет получить большую мощность выстрела при том же объеме камеры сгорания.
Для производства выстрела оператор сначала устанавливает разрушаемую мембрану между стволом и камерой сгорания, затем закачивает необходимое количество топлива и воздуха. При поджигании топливо-воздушной смеси происходит нарастание давления, мембрана разрушается и снаряд выталкивается из ствола. Гибридные системы способны производить выстрел мощнее, чем пироэлектрические или пневматические, поскольку возникающее в момент выстрела давление выше, чем в пироэлектрической системе (для большинства видов топлива), а ударная волна движется быстрее, чем в пневматической системе, из-за более высокой температуры. Снаряды, выпущенные из гибридной пушки, способны преодолеть звуковой барьер.
Гибридные пушки, использующие топливно-воздушной смесь с давлением в два раза выше атмосферного, называются «использующие 2-кратную смесь». Могут быть использованы смеси с более высоким давлением и они будут производить выстрелы большей мощности. Для эффективного использования количество воздуха и горючего газа должно быть точно измерено, поэтому необходимо использовать датчики давления воздуха и топлива.

## Преодоление звукового барьера
Редко когда картофельная пушка обладает достаточной энергией для того, чтобы скорость снаряда смогла превысить скорость звука, хотя зафиксировано несколько таких случаев. Как правило, используются конструкции гибридного типа. Однако, некоторые варианты пневматической пушки смогли достичь такого результата либо с помощью газов низкой плотности (гелий), либо за счёт сочетания высокого давления с быстрым клапаном.
Возможность преодоления снарядом звукового барьера обусловлена скоростью движения молекул газа, выталкивающих снаряд из ствола. Если снаряд в стволе движется со скоростью звука или близкой к ней, то молекулы газа просто не могут двигаться с той же скоростью, чтобы обеспечить соответствующее ускорение. Проблема решается за счет увеличения скорости молекул следующими способами:
- использованием газов с низкой молекулярной массой, например, гелия в пневматических системах;
- нагреванием газов до высоких температур, таким образом передавая им больше энергии;
- использованием в конструкции стали или других материалов с высокой удельной прочностью в сочетании с более высоким давлением, 5,5 МПа и выше, но это достаточно сложно. Хотя с помощью углекислого газа можно достичь таких давлений, но он не подходит из-за высокой плотности.

Самая высокая зафиксированная скорость составляет 933,3 м/с (приблизительно 2,7 М) при стрельбе пластиковыми пулями калибром 20 мм (масса 16,6 г) из гибридной пушки с использованием предварительно сжатой до 20 МПа смеси воздуха и пропана.

## Практическое применение
Хотя картофельные пушки создаются в основном как средство развлечения, существуют устройства, которые работают на аналогичных принципах во многих других областях.

### Индустрия развлечений
- Рекламные пушки на спортивных мероприятиях: портативные пневматические пушки, работающие на сжиженном углекислом газе стали постоянным элементом больших спортивных игр в США, где они используются для заброски упакованных предметов с рекламой игр (таких как футболки) в аудиторию. Такие «воздушные пушки», как их часто называют, сделаны из более качественных материалов, чем обычные пневматические картофельные, но они используют те же принципы работы.
- Пушки для спецэффектов: в кино и театральных постановках, пневматические пушки часто используются вместо огнестрельных, без использования снарядов. Они имеют различное управление, от простого шарового крана, до электронного дистанционного, в зависимости от конкретных требований.

### Промышленность

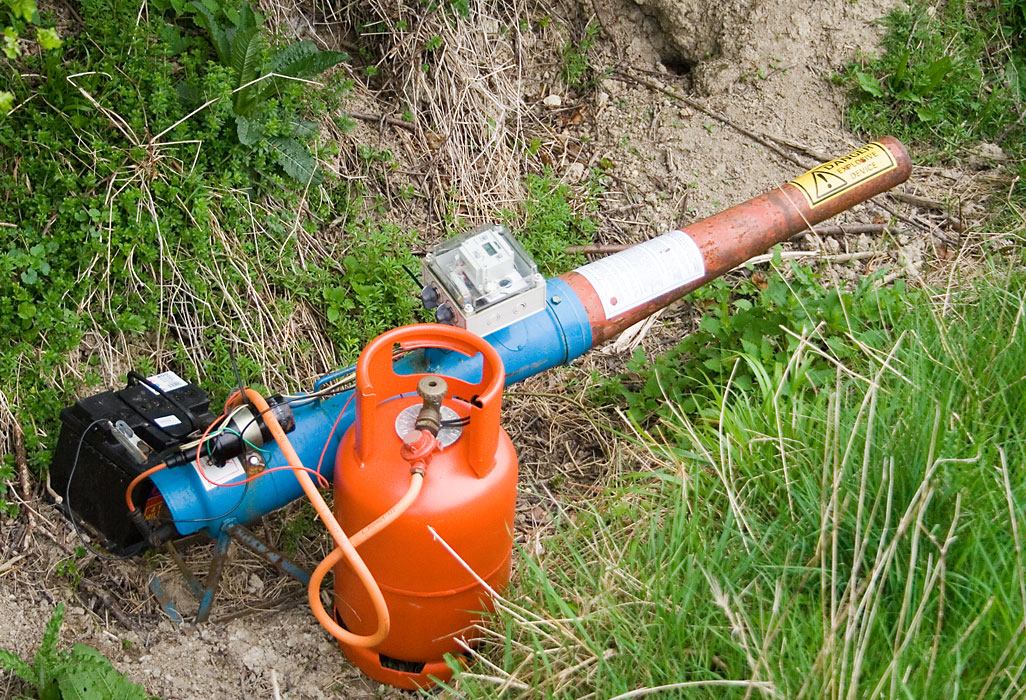
Пропановая пушка для отпугивания птиц

- Градобойная пушка: большое устройство, состоящее из камеры сгорания и ствола в виде большой воронки, установленной вертикально. Газовая смесь, воспламеняясь в камере сгорания, создаёт ударную волну, которая направляется вверх воронкой. Предназначена для защиты сельскохозяйственных культур от града, нарушая ударными волнами процесс его образования в облаках. Какие либо научные доказательства эффективности отсутствуют.
- Отпугиватель птиц: устройство, по существу является автоматической пироэлектрической пушкой. Для работы необходим сжиженный пропан и свинцово-кислотный аккумулятор. Периодически пропано-воздушная смесь взрывается, производя громкий хлопок (150 децибел возле устройства), для отпугивания птиц от полей или вблизи взлётно-посадочных полос аэропорта.
- Куриная пушка: предназначена для проведения испытаний основных компонентов самолётов на устойчивость при столкновении с птицами в полёте. Для имитации столкновения в самолёт выстреливают тушкой мёртвой птицы, чаще всего курицы, откуда и пошло название устройства.
- Ударная аэродинамическая труба: предназначена для моделирования воздействия ударной волны на макетах в уменьшенном масштабе[15].

### В качестве оружия
Во время массовых протестов на Украине оппозиционеры изготовили картофельную пушку для обороны захваченного ими здания городской администрации Киева. Картофель в данном случае использовался лишь в качестве пыжа, а в качестве снарядов применялись завернутые в газету камни.